# A Bridge to the Desert
A Bridge to the Desert (Un ponte per il deserto) è il titolo della mostra d'arte su cui la Repubblica della Namibia ha incentrato la sua prima partecipazione nazionale alla Biennale di Venezia con un padiglione ufficiale parte della 59ª Esposizione internazionale d'arte (23 aprile 2022 - 27 novembre 2022).
La mostra si è svolta sull'Isola della Certosa, situata di fronte all'Arsenale di Venezia, con un percorso esterno di installazioni interattive e un'esposizione interna di fotografie e sculture.
La superficie espositiva complessiva di oltre 13 ettari ne ha fatto “il più esteso Padiglione Nazionale della 59ª edizione” e uno dei Padiglioni più estesi della storia della Biennale di Venezia.
La mostra era incentrata sul lavoro di un singolo artista namibiano celato dietro lo pseudonimo Renn che ha esposto 16 sculture e 30 foto. Le foto ritraggono una sereie di sculture disseminate per il Deserto del Namib che sono state lasciate nel loro luogo originario per non intaccare lo spirito del progetto "The Lone Stone Men of the Desert" ("i solitari uomini di pietra del deserto"). La mostra era introdotta da due installazioni con cui diversi artisti hanno omaggiato il lavoro di Renn: un muro lungo 140 metri con gigantografie del deserto scattate dal fotografo Roland Blum e il percorso Cercare per credere del duo artistico Studio Amebe composto da binocoli panoramici interattivi.
Il progetto Lone Stone Men ruota attorno allo speciale rapporto tra opera e contesto, dove si costituisce una nuova forma di Land art in cui la modificazione del paesaggio non è tanto materiale quanto dipendente dall'impatto cognitivo che le sculture operano sui fruitori: le sculture portano a osservare il paesaggio in modo differente. Secondo la curatela tale innovazione richiede una nuova definizione di desert art.

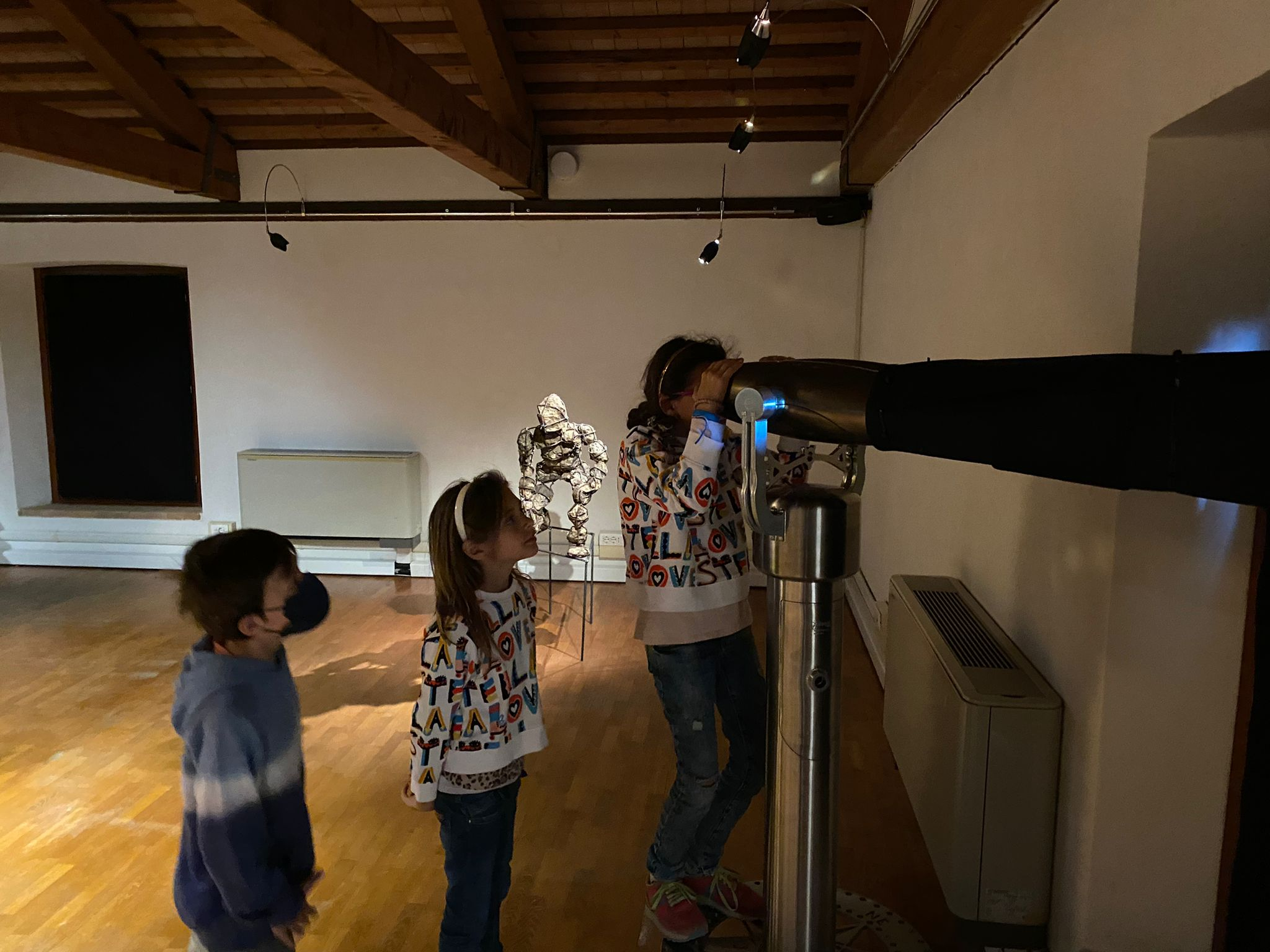
Binocolo della serie Cercare per Credere, Studio Amebe e Renn, alla 59ª Biennale Arte di Venezia

Tale rapporto specifico tra scultura e contesto è stato ricreato durante la Biennale, in particolare con l'area Habitat sculture dove le opere erano posizionate in dialogo con gli elementi naturali dell'isola. Tra queste, due sculture erano in dialogo con la Laguna di Venezia in quanto posizionate in zone umide in cui la marea ne cambiava la percezione nel corso della giornata. Una era posizionata sulla Barena sita tra l'isola Certosa e l'Arsenale, nel versante sud-occidentale, risultando visibile dai battelli in navigazione e, in modo più dettagliato, dall'edificio principale della mostra grazie a un Binocolo panoramico puntato su di essa. La seconda delle sculture in dialogo con l'acqua era posta sul versante opposto nord-orientale, tra la Certosa e il Lido di Venezia, in modo da apparire seduta sull'acqua nei momenti di bassa marea, mentre scompariva quasi integralmente nei momenti di alta marea, lasciando solo il paradosso di un sasso che sembrava galleggiare sul mare.

## Struttura

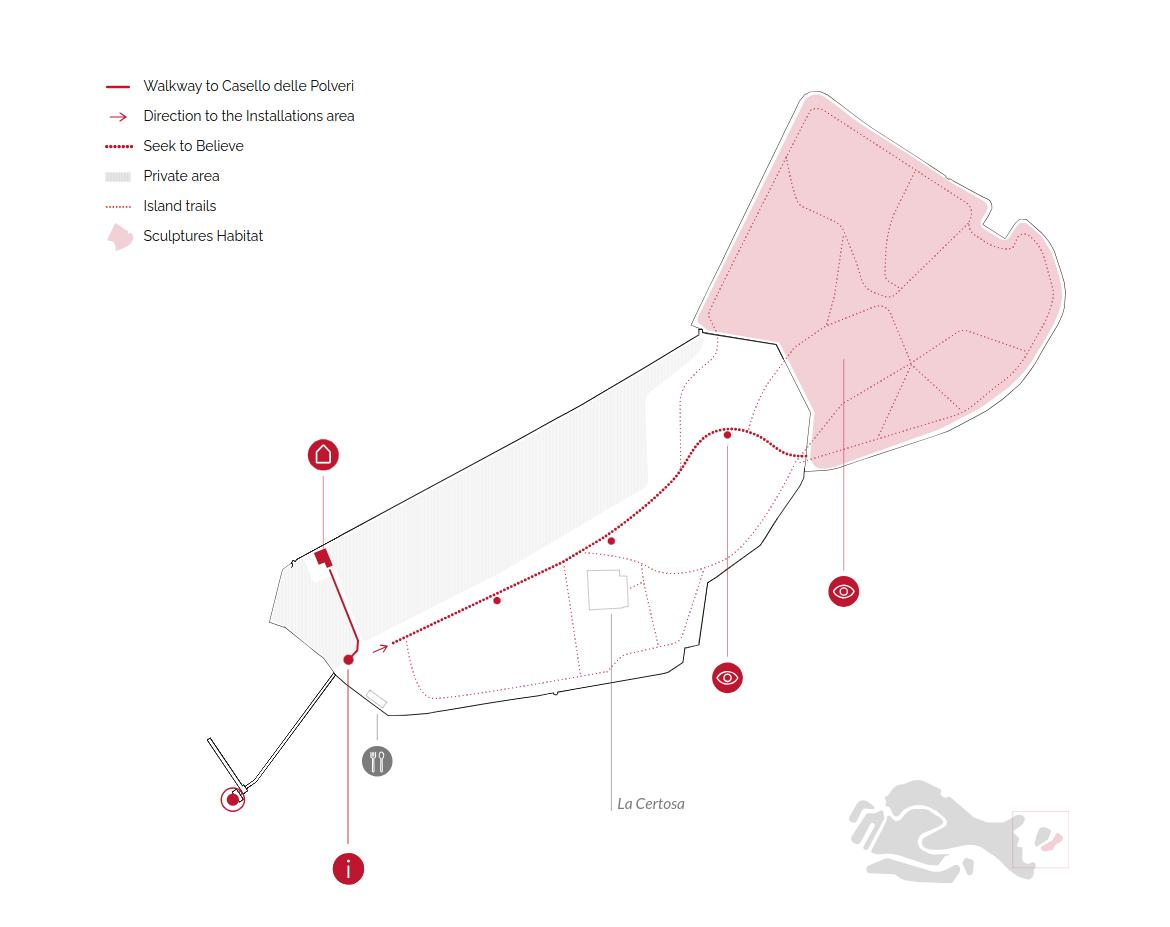
Mappa del Padiglione Namibia alla 59ª Biennale Arte di Venezia

La mostra era articolata in quattro aree principali: una passerella introduttiva con le immagini del deserto del Namib di Roland Blum (area uno) che conduceva ad una mostra con sculture e fotografie legate al progetto The Lone Stone Men (area due) e un percorso all'aperto attraverso l'installazione interattiva Cercare per Credere (area tre) che portava all'Habitat Sculture (area quattro) dove alcune sculture inedite della serie Lone Stone Men erano appositamente nascoste per coinvolgere i visitatori in una "caccia al tesoro artistico".
La mostra presentava anche alcune sculture astratte realizzate con materiali di scarto raccolti da Renn in giro per l'isola. Le sculture astratte sono state prodotte appositamente per la Biennale nel marzo 2022, mentre le sculture della serie Lone Stone Men sono state prodotte in Namibia con pietre del deserto e tondini di ferro.
La partecipazione nazionale è stata organizzata e curata da Marco Furio Ferrario, con il supporto di Stefano Morelli in qualità di direttore della mostra e ricercatore curatoriale.

## Controversie
Il padiglione è stato oggetto di polemiche in seguito a una petizione pubblicata su change.org. La petizione si concentrava sulla presunta razza, età e nazionalità dell'artista dietro lo pseudonimo Renn, e sulla rappresentatività del Padiglione per il Paese, affermando che l'artista non sarebbe stato namibiano. Le accuse sono state respinte dal curatore, che ha assicurato la nazionalità namibiana dell'artista e ha negato che alcuna considerazione riguardante tratti personali, sociali o culturali dell'artista potesse essere rilevante. In diverse dichiarazioni alla stampa italiana si legge che il processo di selezione "è stato il più corretto possibile" perché le opere sono state scelte prima ancora che si conoscesse l'identità dell'autore: "la polemica è pretestuosa, ogni considerazione su età, razza, sesso, è irrilevante, noi abbiamo scelto le opere. I visitatori possono formarsi una propria idea sull'effettivo contenuto del Padiglione al di là di sterili polemiche che, tra l'altro, non parlano mai della sola cosa che dovrebbe essere al centro di una mostra: l'opera d'arte.”.
Anche il Console Onorario della Namibia in Italia ha diffuso una smentita ufficiale alle accuse contenute nella petizione originale e nella coda mediatica di notizie: "alcuni [articoli giornalistici] contengono molte informazioni non veritiere [...] c'è sempre chi, per qualche motivo personale sconosciuto o forse perché non è riuscito ad ottenere una propria visibilità, critica e ostacola il lavoro degli altri [...]".
Nel Comunicato stampa del Console si fa riferimento anche alla possibile origine della contestazione: "una persona inizialmente coinvolta nel progetto si è ritirata, nonostante fin dall'inizio fosse a conoscenza dei lavori e del progetto, nelle ultime settimane questa persona aveva proposto di aggiungere alcuni nuovi artisti all'artista selezionato."

## Galleria d'immagini

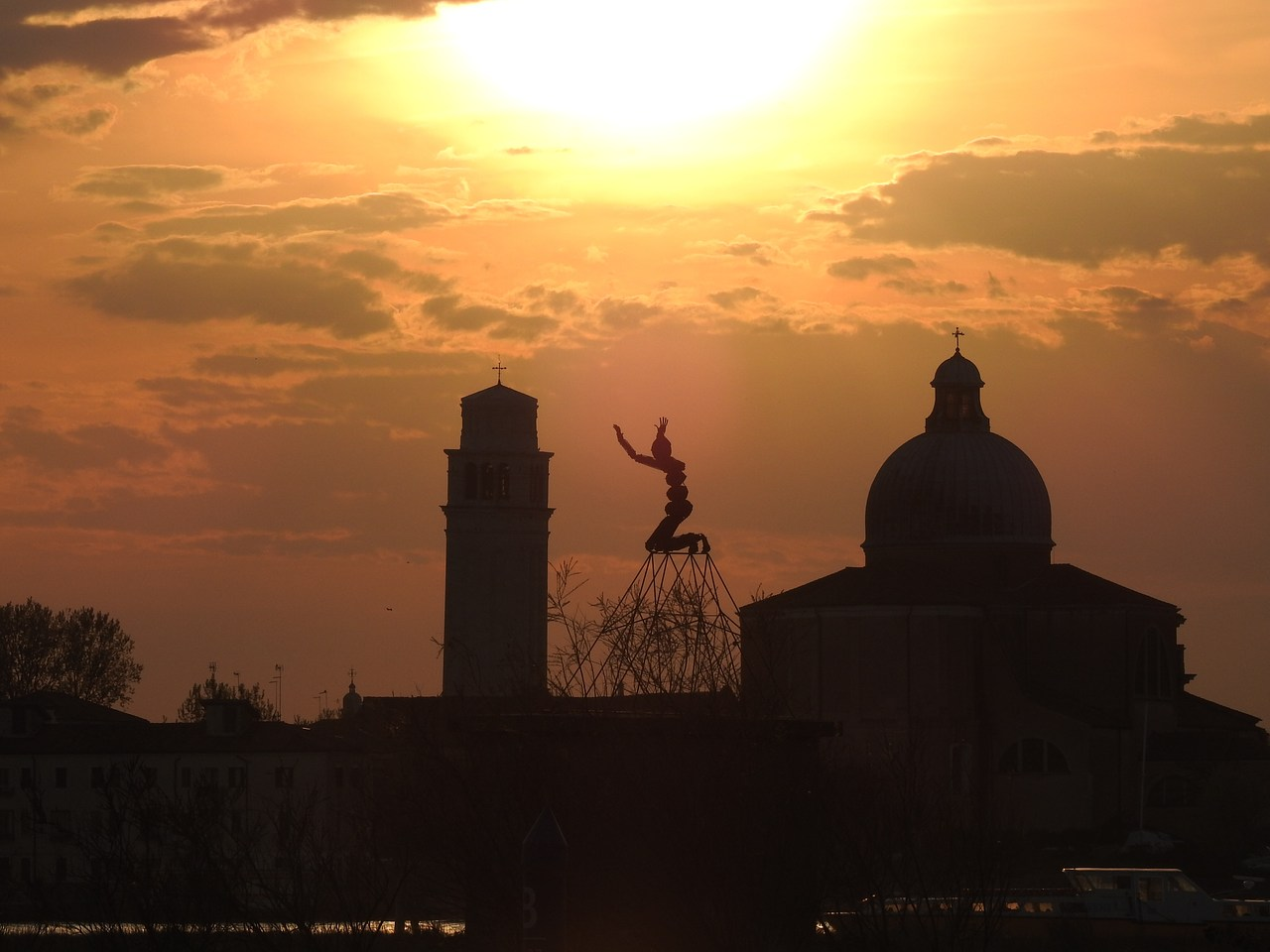
Una delle sculture della serie The Lone Stone Men
Handstand, della serie Lone Stone Men
Mostra fotografica delle opere Lone Stone Men disseminate nel Deserto del Namib
Firma dell'artista Renn su di una scultura, dettaglio.
Panoramica di alcune sculture in mostra al Padiglione Namibia
Scultura Metamorfosi di Renn
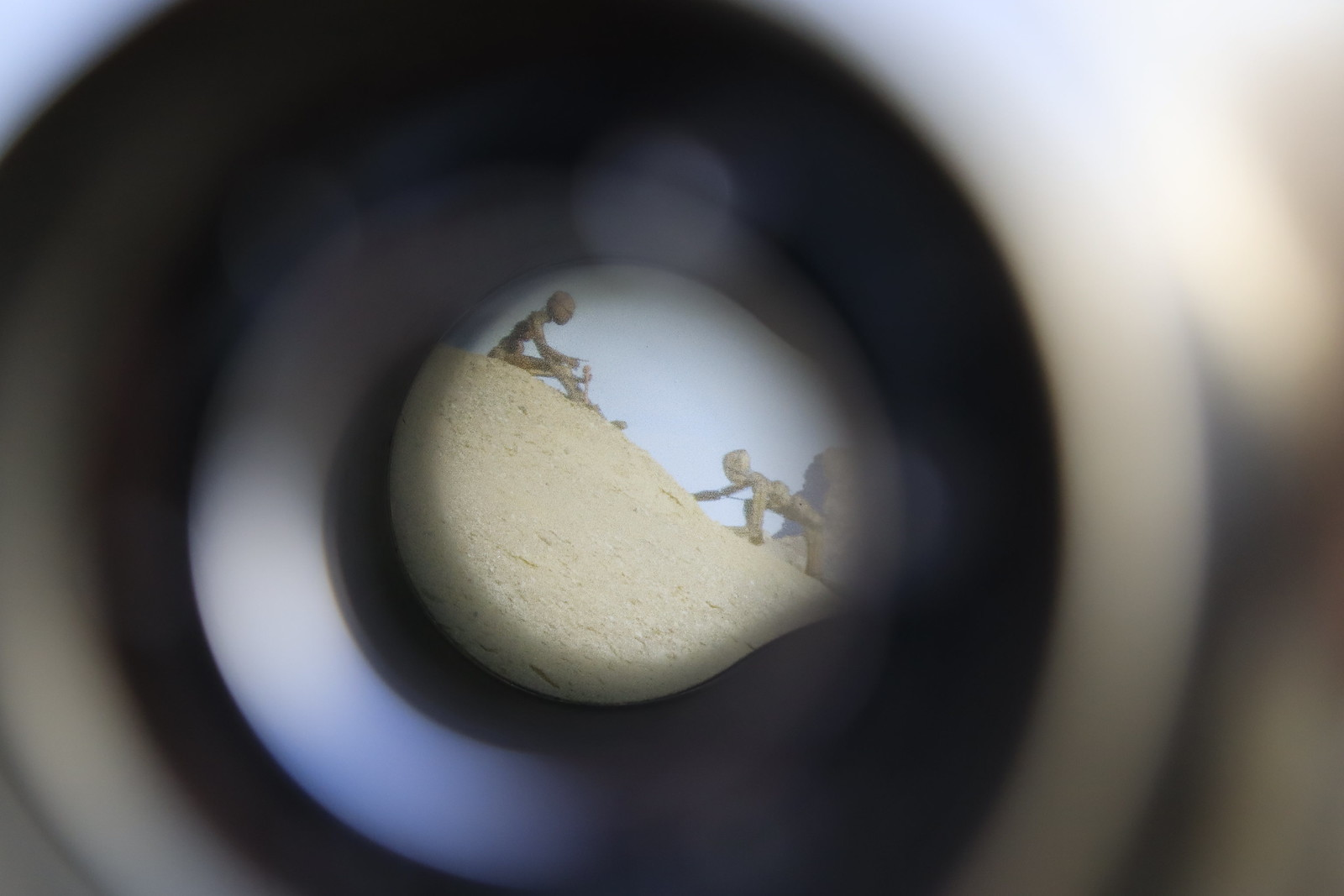
Installazione immersiva Cercare per Credere, Studio Amebe per Renn
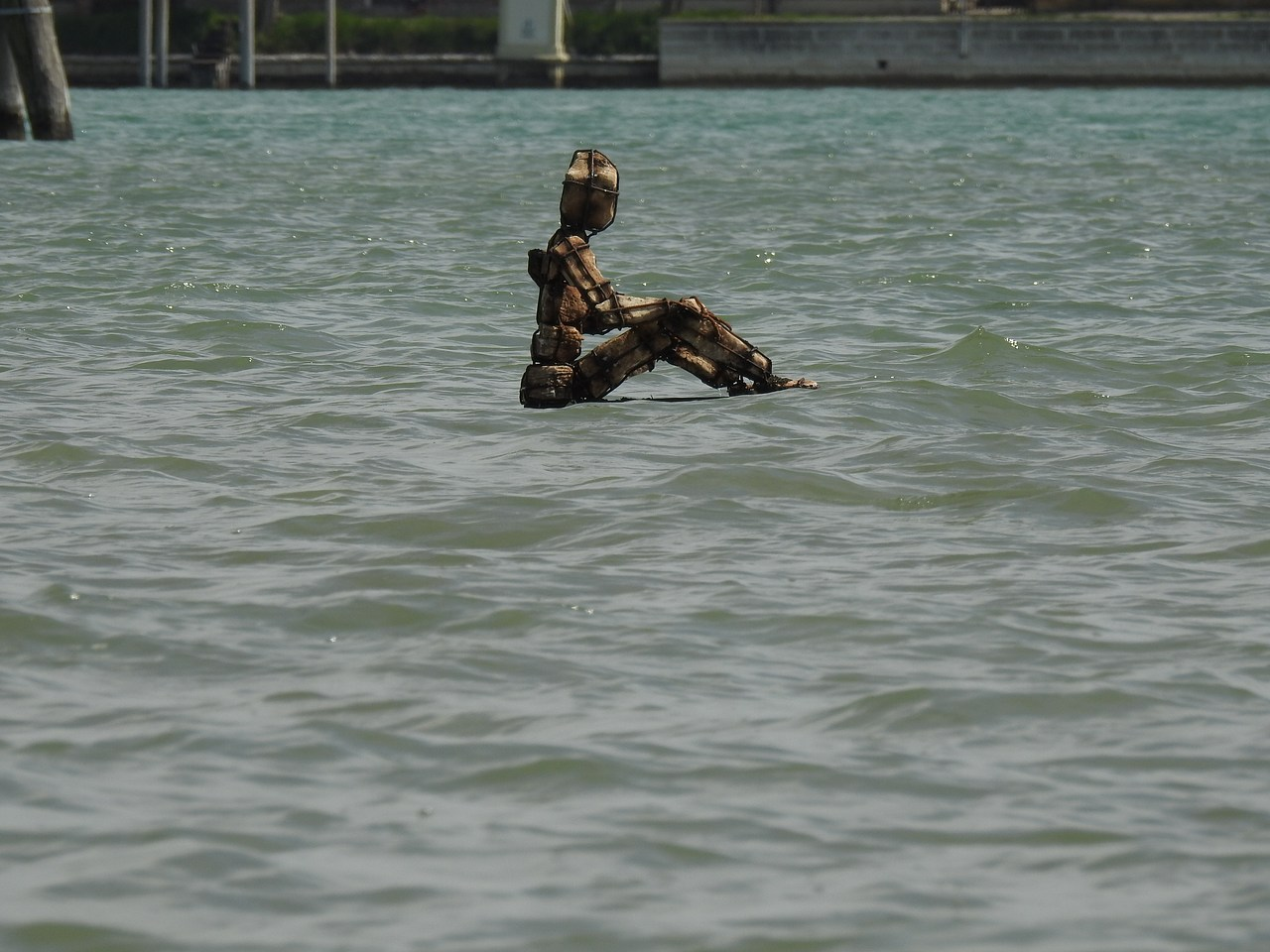
Una delle sculture della serie Lone stone men di Renn in dialogo con la Laguna